# Libyske Ørken
Libyske Ørken er en ørken i den nordøstlige del af Sahara i Afrika. Ørkenen dækker 1.100.000 km² af det østlige Libyen, sydvestlige Egypten og nordvestlige Sudan.
Det laveste punkt ligger 133 m.u.h. og befinder sig i Qattara-sænkningen i Egypten.
24°N 25°Ø / 24°N 25°Ø